# Robledollano
Robledollano es un municipio español, en la provincia de Cáceres, Comunidad Autónoma de Extremadura. Pertenece al partido judicial de Navalmoral de la Mata.
Tiene un área de 61,74 km² con una población de 326 habitantes en 2017 y una densidad de 5,28 hab/km².

## Geografía física

### Localización
| Noroeste: Deleitosa y Campillo de Deleitosa | Norte: Fresnedoso de Ibor | Noreste: Fresnedoso de Ibor                         |
| Oeste: Deleitosa                            |                           | Este: Castañar de Ibor                              |
| Suroeste: Cabañas del Castillo              | Sur: Cabañas del Castillo | Sureste: Cabañas del Castillo y Navalvillar de Ibor |

### Clima
Robledollano tiene un clima mediterráneo continentalizado. Las temperaturas son frías en invierno y calurosas en verano. Las precipitaciones se concentran en las estaciones de primavera y otoño.

## Demografía
Robledollano cuenta con una población de 320 habitantes (INE 2024).
| Gráfica de evolución demográfica de Robledollano entre 1842 y 2021                                                                                                  |
| |
| Población de derecho según los censos de población del INE Población de hecho según los censos de población del INEEn este censo se denominaba Robledo-Llano: 1842. |

En el año 2010 Robledollano tenía una población de 386 habitantes. Durante la segunda mitad del siglo XX, la población disminuyó mucho debido a la emigración. Durante principios del siglo XXI también ha descendido, aunque de forma menos acusada debido al frenazo de emigrantes.
Aun así posee una población envejecida.

## Transportes
La localidad está atravesada por la carretera autonómica EX-386, que une la Autovía del Suroeste y Deleitosa al oeste con Castañar de Ibor al este. La carretera está en buen estado, aunque cuenta con algunos tramos peligrosos por la orografía del terreno. Unos 2 km al este de la localidad sale hacia el norte la CC-163, un camino rural que lleva a Fresnedoso de Ibor.

## Servicios públicos

### Educación
En educación infantil y primaria, Robledollano forma parte del CRA Las Villuercas.

### Sanidad
Hay un consultorio de atención primaria en la plaza San Blas.

## Patrimonio
Iglesia parroquial católica bajo la advocación de San Blas Obispo y Mártir , en la archidiócesis de Mérida-Badajoz, diócesis de Plasencia, arciprestazgo de Casatejada.

## Festividades
En Robledollano se celebran las siguientes fiestas locales:
- Lumbre de los Quintos, el 1 de enero;
- San Blas, 3 al 5 de febrero;
- Virgen de las Nieves, 5 de agosto.

## Deporte
Hay un polideportivo municipal con pistas para pádel, tenis, baloncesto, frontenis y fútbol sala. Hay además un campo de fútbol 7, un campo de petanca, un campo de minigolf y un parque de mayores. Fuera del polideportivo, el ayuntamiento tiene un gimnasio municipal.